# Tachycineta bicolor
Tachycineta bicolor là một loài chim trong họ Hirundinidae.
Được tìm thấy ở châu Mỹ, loài chim này được mô tả lần đầu tiên vào năm 1807 bởi nhà nghiên cứu chim Louis Vieillot của Pháp với danh pháp là Hirundo bicolor. Loài này đã được chuyển đến chi hiện tại của nó, Tachycineta, nơi mà vị trí phát sinh loài của loài này đang tranh cãi. Loài chim này có phần trên màu xanh lam-xanh lục óng ánh, ngoại trừ cánh và đuôi đen, và phần dưới màu trắng. Mỏ có màu đen, mắt có màu nâu đậm, chân và bàn chân có màu nâu nhạt.
Chim mái thường nhạt màu hơn chim trống, và con cái năm nhất có phần lớn màu nâu, với một số lông màu xanh. Vị thành niên có phần trên màu nâu, và một bộ ngực màu nâu xám. Các giống cây nuốt ở Mỹ và Canada. Loài này trú đông dọc theo bờ biển phía nam Hoa Kỳ, dọc theo Bờ Vịnh, đến Panama và bờ biển phía tây bắc của Nam Mỹ, và ở Tây Ấn